# Alexandre le Grand
Alexandre le Grand és una tragèdia en cinc actes i en vers (1.548 alexandrins) de Jean Racine. Fou representada el 4 de desembre de 1665, al teatre del Palais-Royal, de París. La tragèdia duu per tema els amors d'Alexandre el Gran i de Cleòfila, així com la rivalitat entre Porus i Tàxiles per l'amor d'Axiana. Cal ressaltar que el personatge d'Alexandre, al qual Lluís XIV li agradava de ser comparat, és a la figura del Rei Sol a qui va destinada la peça. L'escena té lloc a la vora de l'Hidaspes, al camp de Tàxiles.

## Personatges
- Alexandre
- Porus, rei a les Índies
- Taxile, rei a les Índies
- Axiane, reina d'una altra part de les Índies
- Cléophile, germana de Taxile.
- Éphestion
- Seguici d'Alexandre